# Malgassorhoe rhodopnoa
Malgassorhoe rhodopnoa là một loài bướm đêm trong họ Geometridae.